# A Torre Negra: A Escolha dos Três
A Escolha dos Três (no original The Drawing of the Three) é o segundo livro da série A Torre Negra escrito pelo estadunidense Stephen King em 1970 e publicado por  Donald M. Grant em 1987.

## História
O Livro retoma a narrativa de onde O Pistoleiro terminou, com Roland caminhando pela orla em busca da Torre Negra após as revelações do homem de preto.
Durante uma longa confabulação , é revelado a Roland nas cartas de um baralho de tarô aqueles que Roland deverá escolher para ajudá-lo em sua busca pela Torre Negra: O Prisioneiro, A Dama das Sombras e A Morte. Roland prossegue por seu caminho, e chega à praia, onde, entre ocasionais ataques de lagostrosidades (seres que se assemelham à forma de lagostas) ele encontra três portas que o levam do Mundo Médio para três épocas diferentes da Nova Iorque do nosso mundo. Durante sua jornada o pistoleiro acaba ferido gravemente, perdendo três dedos da mão direita e sofrendo envenenamento pelas lagostruosidades, o que sua busca uma corrida contra o tempo à procura de uma maneira de regredir sua contaminação.
A primeira porta o leva à 1987 e a Eddie Dean, um viciado em heroína que está tentando entrar em Manhattan contrabandeando um quilo de cocaína pura para o mafioso Enrico Balazar. Ao passar pela porta, Roland se encontra no controle de Eddie, vendo tudo através de seus olhos e podendo até mesmo trazer objetos desse outro mundo para sua terra natal. Dessa maneira consegue retardar o efeito da febre pelo envenenamento, utilizando aspirinas fornecidas por Eddie, que acaba de revelando ser "O Prisioneiro" indicado pelas cartas do homem de preto, estando sendo controlado pelo seu vício. De início relutante, Eddie acaba cedendo ao pistoleiro, que o ajuda na frustrada tentativa de resgatar seu irmão que foi tomado como refém por Balazar. Sem mais vínculos com o seu mundo atual, O Prisioneiro é levado para o mundo de Roland, onde pouco a pouco acaba aceitando seu destino como membro do Ka-tet.
A segunda transporta o pistoleiro à mesma cidade, mas dessa vez na década de 1960. A Dama das Sombras que Roland encontra atrás dessa porta é Odetta Holmes, uma negra deficiente física, ativista do movimento pelos direitos civis dos negros, cuja dupla identidade corresponde também a Detta Walker. Odetta é a filha de um rico dentista famoso por suas invenções, tendo tido uma educação fina e requintada, enquanto Detta é rebelde, sádica, cleptomaníaca e extremamente incomodada com questões de etnia, acreditando que todos partem de julgamentos racistas contra sua pessoa. Roland consegue retirar a Dama para seu mundo, mas sofre constantes ataques de Detta, que se recusa a cooperar.
A terceira porta leva Roland ao ano de 1977 onde ele encontra Jack Mort, A Morte. Jack é um assassino inescrupuloso e sorrateiro, que foi responsável pela primeira morte de Jake arremessando-o no meio do transito e pelo surgimento da segunda personalidade de Odetta Walker ao derrubar um tijolo em sua cabeça quando era criança. Posteriormente descobrimos que Jack também foi responsável pela deficiência de Odetta ao empurrá-la em direção a um trilho de metrô, resultando na amputação imediata de suas duas pernas. Roland não perde tempo tentando "consertar" Jack, utilizando seu corpo irrestritamente para conseguir mais aspirinas e derradeiramente se jogando na frente de um trem, ironicamente selando o destino do assassino como ele tentou fazer com Odetta anos atrás. Durante esta passagem Roland ardilosamente consegue fazer que Detta olhe através da porta para um espelho, encontrando Odetta e nesse processo fundindo as duas personalidades, que passam a se chamar Susanah Dean, agora apaixonada por Eddie.
Este capítulo da Torre Negra termina com problemas para Roland. Durante seu domínio sobre Jack, o pistoleiro conseguiu evitar a morte de Jake ao interromper seu atropelamento, criando duas linhas de tempo diferentes em sua cabeça e na do menino. Ambos começam a ser dilacerados por essa dualidade, que será um dos temas principais do próximo livro.

### Personagens
- Roland Deschain — o último pistoleiro vivo no mundo, que tem como o grande objetivo de sua vida chegar à Torre Negra;
- Eddie Dean — um viciado em heroína e crescido no Brooklyn, é uma mula do traficante Enrico Balazar e também base de apoio de seu irmão Henry Dean;
- Odetta Holmes/Detta Walker — uma deficiente física com uma infância traumática, que sofre com dupla personalidade. Odetta é uma mulher amável, herdeira da fortuna da Holmes Dental Industries e ativista do movimento pelos direitos civis dos negros. Detta surgiu quando Odetta foi atingida com um tijolo aos cinco anos de idade, e costuma se vingar do opressivo sistema dos brancos ao seu grosso modo. Além disso teve as pernas amputadas em um terrivel incidente em uma estação de metrô, dando origem a sua deficiência física;
- Jack Mort — contador psicopata também conhecido como "O Empurrador", tem como hobby atacar pessoas.
- Henry Dean — irmão mais velho de Eddie, também viciado em heroína, voltou ferido do Vietnã e tornou-se dependente do irmão;
- Enrico Balazar — poderoso mafioso de Nova Iorque, envia Eddie para contrabandear cocaína, e acaba entrando num tiroteio com Roland no seu bar Nossa Torre Inclinada.